# Граве, Николай Данилович
Николай Данилович (Давыдович) Граве (ок.1745 — 1819) — тульский губернатор в 1798—1800 годах, тайный советник.
Немец. Сын (от 1-го брака) статского советника (бывшего майора артиллерии) Даниила Петровича (Давыда Христофоровича) Граве, который прибыл в Россию вместе с Петром III и принял православие, взяв отчество по имени будущего императора.
С 1763 года — на службе в лейб-гвардии Конном полку. 1 января 1773 из вахмистров произведён в корнеты. В 1773—1785 годах состоял управляющим конным заводом Конной гвардии.
В 1782 году — ротмистр. 1 января 1785 года уволен к статским делам в чине бригадира. В 1792—1795 предводитель дворянства Шишкеевского уезда Пензенского наместничества.
После того, как императором стал Павел I, покровительствовавший детям сподвижников своего отца, карьера Н. Д. Граве пошла в гору:
- 1796—1797 председатель Воронежской уголовной палаты
- 6.01.1797 — 27.11.1798 Владимирский вице-губернатор
- 27.11.1798 — 15.07.1800 Тульский губернатор.

С 1796 года — действительный статский советник, с 9 июля 1800 года — тайный советник. С 15 июля 1800 года вышел в отставку.
Был женат на Наталии Степановне Саловой, имел троих сыновей и пять дочерей. 